# Sinophora yatugadakeana
Sinophora yatugadakeana är en insektsart som beskrevs av Matsumura 1942. Sinophora yatugadakeana ingår i släktet Sinophora och familjen spottstritar. Inga underarter finns listade i Catalogue of Life.